# 于朋舉
于朋舉（？—？），字襄子、襄于，號念劬，南京鎮江府金壇縣（今江蘇省金壇縣）人，清朝政治人物、進士出身。

## 生平
順治六年（1649年）己丑科進士，改庶吉士；顺治八年，任內翰林國史院檢討。顺治十二年，任會試同考官，后出任河南按察使副使、睢陳道。后升任福建福寧道參政。顺治十六年，任四川按察使司按察使。顺治十七年，任山東布政使司右布政使。康熙六年，任湖南布政使，与巡抚不合，被劾鐫二級調用。卒年五十六。

## 家族
七世祖于湛，官都御史。曾祖于玉鳴，恩贡生。祖父于之鏞，费县教谕。父为于㫤。于朋舉娶荆氏，有子于星煥、于星燦、于星炳、于星燿、于星炯。

## 延伸阅读
[在维基数据编辑]
 《清史稿/卷247》，出自趙爾巽《清史稿》